# Ancap (empresa)
ANCAP (acrónimo de Administración Nacional de Combustibles, Alcohol y Portland) es una empresa pública uruguaya encargada, por ley de 1931, de explotar y administrar el monopolio del alcohol, del cemento portland y del carburante nacional, así como importar, refinar y vender derivados de petróleo. Con leyes posteriores sus cometidos variaron y, en la actualidad, solamente mantiene el monopolio para la refinación e importación de hidrocarburos y derivados del petróleo, salvo asfaltos, fuel oil y gasoil para buques y combustible de aviación. 
Las actividades de distribución de combustibles y de las estaciones de servicio están en competencia y reguladas, desde 2021, por la URSEA (Unidad Reguladora de los Servicios de Energía y Agua). ANCAP tampoco posee monopolio para la importación, elaboración y distribución de alcoholes aunque es el único productor en el país de etanol para combustible con base en caña de azúcar, sorgo, maíz y trigo; además, es también el único productor de biodiésel, a partir de soja, canola y girasol. En la industria del cemento, las fábricas de ANCAP en Minas y Paysandú compiten con la importación de cementos y la elaboración de otros jugadores con modernas instalaciones industriales.
ANCAP, responsable por satisfacer cerca del 45% de la matriz energética de Uruguay, opera el mayor complejo industrial del Uruguay además de una extensa y diversa cartera de empresas y negocios. Su red de estaciones de servicio tiene la mayor penetración, presencia y nivel de ventas del país, operando puestos de venta con fines sociogeográficos.
En 2021 se produjo un cambio trascendente en su negocio principal de combustibles, como consecuencia de la decisión del Poder Ejecutivo de adoptar una metodología de fijación de precios basándose en la determinación de precios de paridad de importación. Esta nueva política que el Gobierno entiende transparente y previsible, de frecuencia mensual, se diferencia de la política histórica de fijación, generalmente de manera anual, con base en las necesidades fiscales y de resultados de la empresa.
En 2021 la empresa anunció el capítulo offshore del Programa "H2U" del gobierno uruguayo, para la promoción de la producción del hidrógeno a partir de fuentes energéticas renovables. ANCAP lidera la oferta uruguaya para la instalación de granjas eólicas en el mar uruguayo, con el objetivo de producir hidrógeno verde a gran escala para la exportación.
De esta manera, la empresa estatal se posiciona para ampliar la oferta energética, complementando la oferta de combustibles fósiles (gasolinas, gasoil, gas licuado de petróleo, gas natural) con hidrógeno para celdas de combustible, combustión directa, industria química o para su combinación con aceites vegetales o anhídrido carbónico de origen biogénico, para producir combustibles sustentables.

## Historia
Fue creada el 15 de octubre de 1931 durante la presidencia de Gabriel Terra, en el marco de lo dispuesto por la Ley N.º 8764 que estableció en su artículo 1.º:
“Créase la Administración Nacional de Combustibles Alcohol y Portland como Ente Industrial del Estado; fíjanse sus cometidos de explotación y administración del monopolio del alcohol y carburante nacional, la importación, rectificación y venta de petróleo y sus derivados, la fabricación del portland; regúlase su funcionamiento y organización..”
Para la estructura interna de la empresa se eligió de modelo a YPF, la petrolera estatal argentina creada en 1922 bajo la presidencia de Hipólito Yrigoyen.
Su antecedente directo fue el Instituto de Química Industrial, creado en 1912 durante la segunda presidencia de José Batlle y Ordóñez. Como iniciativa del batllismo, los sectores conservadores frenaron ese y otros impulsos reformistas pero luego se continuó con el proyecto de creación de ANCAP. Las obras finalmente culminaron en el año 1939. Era de suma importancia para el país en tiempos de crisis reducir sus gastos, por lo tanto el petróleo se importaba y se refinaba en el país.
El edificio de la Administración Central del Ente, se encuentra sobre la Avenida del Libertador, y es una obra del arquitecto Rafael Lorente Escudero.

## Combustibles
ANCAP cuenta con la refinería La Teja, la primera y única destilería de petróleo en territorio uruguayo, que modernizada y actualizada, aún sigue funcionando.
En la actualidad se ha incursionado en el campo de los agrocombustibles, a partir de la aprobación de la ley 18.915.
En julio de 2015, ANCAP y la petrolera francesa Total acordaron los detalles para el comienzo del pozo en la plataforma marítima de Uruguay, de más de 6.000 metros.
En julio de 2021 y en el marco de la estrategia de descarbonización de las actividades de la empresa, su presidente anunció que ANCAP incursionará en la producción de hidrógeno verde para la exportación a través de la promoción a inversores privados para estudiar zonas en el offshore uruguayo para la instalación de granjas eólicas dedicadas.

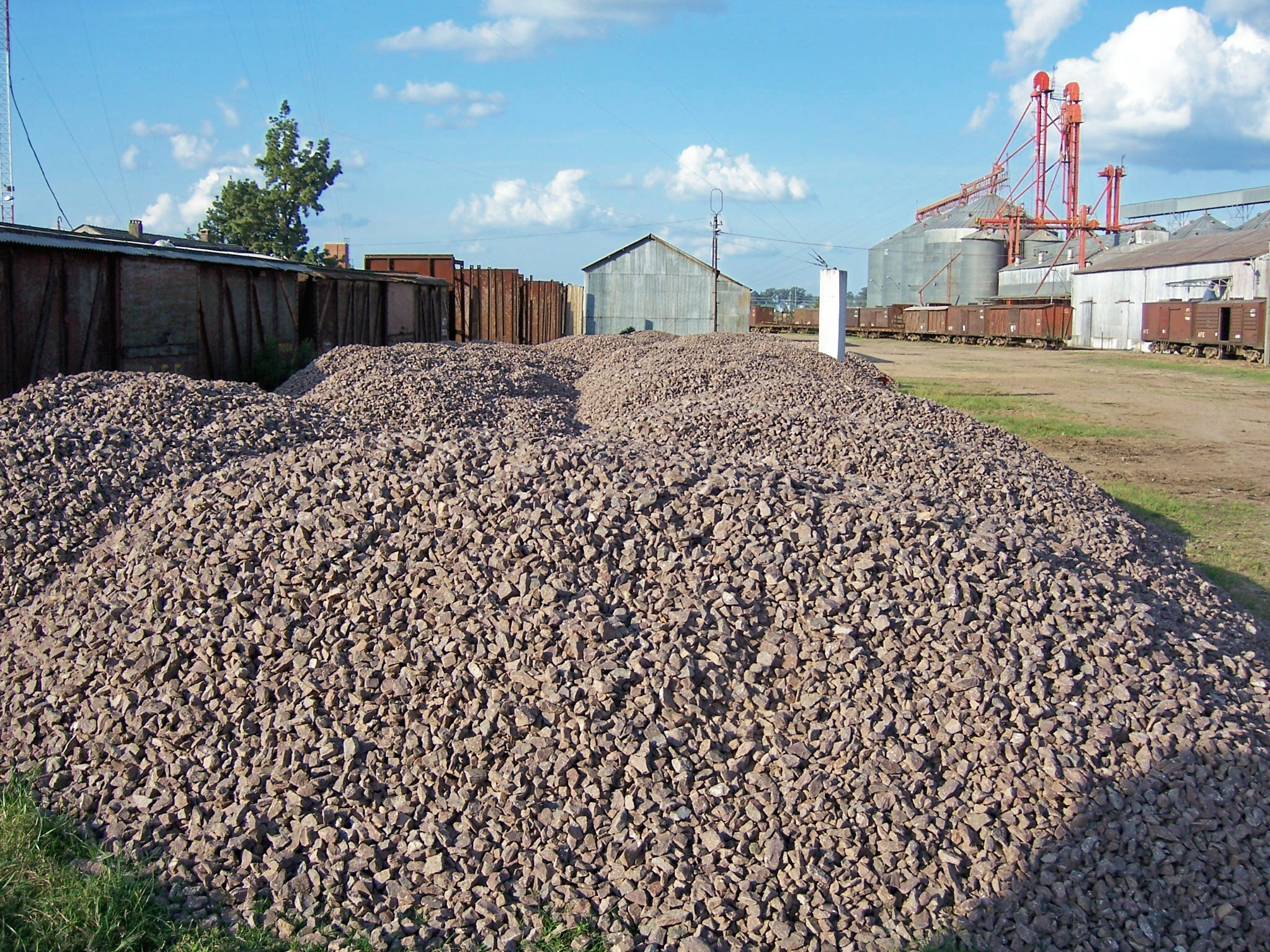
Balasto de la cantera de piedra caliza de ANCAP.

## Autoridades
En la actualidad, el Directorio de la Administración Nacional de Combustibles, Alcohol y Portland está presidido por Cecilia San Román e integrado por autoridades designadas por el ejercicio 2020-2025, hasta aprobarse la designación de las nuevas autoridades del ejercicio 2025-2030. 

## Presidentes
| N.º | Presidente              | Periodo      |
| --- | ----------------------- | ------------ |
| 1   | Eduardo Acevedo Vázquez | 1931 - 1933  |
|     | Pedro Fabini            | 1947 -       |
|     | Eduardo Ache            | 1990 - 1995  |
|     | Jorge Sanguinetti       | 2000 - 2004  |
|     | Gabriel Gurmendez       | 2004 - 2004  |
|     | Juan Luis Aguerre Cat   | 2004 - 2005  |
|     | Daniel Martínez         | 2005 - 2008  |
|     | Raúl Sendic             | 2008 - 2013  |
|     | José Coya               | 2013 - 2016  |
|     | Marta Jara              | 2016 - 2020  |
|     | Alejandro Stipanicic    | 2020 - 2024  |
|     | José Amorin Batlle      | 2024 - 2025  |
|     | Cecilia San Román       | En ejercicio |

## Subsidiarias
En 1932, dos años después de su fundación comenzó la comercialización de bebidas alcohólicas. En el año 2016, luego de 87 años en el mercado, anunció a través de un comunicado que dejará de producir productos de consumo masivo de la Compañía ANCAP de Bebidas y Alcoholes, estos productos  referente a alcoholes y disolventes pasaron a ser producidos por la compañía Alcoholes del Uruguay, mientras que la parte de lubricantes quedará en manos de la Distribuidora Uruguaya de Combustibles. El resto de las áreas fueron cerradas.
| N.º | Empresa                                    | Participación de ANCAP |
| --- | ------------------------------------------ | ---------------------- |
| 1   | Distribuidora Uruguaya de Combustibles S.A | 100%                   |
| 2   | Alcoholes del Uruguay S.A.                 | 90,00%                 |
| 3   | ANCSOL S.A.                                | 100%                   |
| 4   | Gasoducto Cruz del Sur                     | 20,00%                 |
| 5   | Petrouruguay                               | 99,79%                 |
| 6   | Cementos del Plata S.A.                    | 95,00%                 |
| 7   | Conecta S.A.                               | 45,00%                 |
| 8   | Compañía ANCAP de Bebidas y Alcoholes      | 100%                   |
| 9   | Gasur Uruguay S.A.                         | 40,00%                 |
| 10  | Pamacor S.A.                               | 99,95%                 |
| 11  | Matriz S.A.                                | 99,00%                 |
| 12  | Conecta S.A.                               | 45, 00%                |
| 13  | Montevideo Gas S.A.                        | 0,00%                  |

Desde 2001 la distribución de combustibles y lubricantes está en manos de la Distribuidora Uruguaya de Combustibles SA, una sociedad anónima de capital estatal que gestiona las estaciones de servicio de marca ANCAP. La red es la más importante del país, posee cobertura nacional y supera el 60% de participación de mercado.
El 30 de septiembre de 2019 la petrolera brasilera Petrobras traspasó todas las acciones de Conecta y Montevideo Gas a un fideicomiso a cargo de la Corporación Nacional para el Desarrollo, con apoyo de ANCAP.

En 2021, por primera vez ALUR logró un acuerdo de mediano plazo (cinco años) para el suministro de caña de azúcar para la producción de etanol. Las zafras 2021 y 2022, con niveles por encima de 8.200 kg de azúcar por hectárea, superaron todos los récords de eficiencia agrícola con desde que se lleva registro para este cultivo.
En 2021, Matriz cambió su giro de negocio y se transformó en centro de servicios compartidos, unificando los procesos de gestión de otras sociedades de ANCAP. De esta manera, los procesos contables, financieros, jurídicos, tributarios, ambientales y de ingeniería, se manejan de manera centralizada.
En 2022 se culminó con el proceso de liquidación de CABA S.A., con la venta de los inventarios de productos en proceso y terminados y la devolución de ciertos activos a ANCAP. En el mismo año, ANCAP anunció un proceso para la elección de un socio para rescatar el negocio del cemento y la cal que arroja pérdidas en los últimos 22 ejercicios.

## Infraestructura
- Refinería La Teja "Eduardo Acevedo Vázquez": Es la primera y única destilería de petróleo en territorio uruguayo, inaugurada en 1937. Cuenta con disponibilidad para trasladar todos los productos que allí se fabrican, por vía terrestre u marítima, a todo el país.
- Planta Tablada: Fue inaugurada en marzo de 1978 y es la principal distribuidora de combustibles del país. En dicha planta también se realiza el embotellamiento de gas licuado de petróleo siendo la única planta de distribución de Supergás en todo el país.
- Planta Campana: Es propiedad de la subsidiaria Carboclor S.A, la misma posee instalaciones para almacenamiento de químicos, petroquímicos, combustibles líquidos y gas licuado de petróleo, con puerto en el río Paraná de las Palmas en la ciudad de Campana, Provincia de Buenos Aires, Argentina.
- Planta Durazno: Sirve para abastecer de combustible a los Departamentos de  Durazno, Rivera, Tacuarembó, Flores y parte de Florida. Dispone de un parque de 13 tanques, con una capacidad total de almacenaje de 4.750 m³ y un cargadero de camiones con 6 punteros para la carga de camiones de combustible.
- Planta Juan Lacaze: Se abastece  por vía fluvial hasta puerto Sauce y a través de oleoducto hasta el parque tanques de la Planta. Abastece el  10,30% del mercado, distribuyendo combustibles  a los departamentos de  Colonia y San José, disponiendo de un  parque de 21 tanques con una capacidad total de almacenaje de 10.600 m³.
- Planta Treinta y Tres: Es abastecida mediante trenes en vagones tanques de 30.000 litros que descargan en los depósitos de Planta. La Planta cubre el  4,22% del mercado distribuyendo combustibles a los  departamentos de  Treinta y Tres, Cerro Largo y parte de Lavalleja, disponiendo de un amplio predio de 19 tanques, siendo su capacidad de almacenaje  de 4.100 m³ y un cargadero de camiones con 5 medidores volumétricos para la entrega a granel de combustibles.
- Planta Paysandu: La Planta de combustible es abastecida mediante vía fluvial hasta el amarradero ubicado al sur del puente Internacional Gral. Artigas y por oleoducto hasta los tanques de almacenaje.  La Planta distribuye 6,39% del mercado de  combustible a los departamentos de Artigas, Salto, Paysandú y Río Negro. Dicho departamento también cuenta con una planta de producción y expedición de cemento.
- Planta Minas: Producción y expedición de cemento
- Planta Manga: Planta en la cual se ensaca y se expide el  cemento producido fundamentalmente en la Planta Minas.
- Planta Aeropuerto de Carrasco: Abastecimiento de Aviones mediante camiones tanques.

### Transporte
Buques, Barcazas y Remolcador de Empuje  y una amplia flota de camiones tanques así como también vagones cisterna de 30.000 litros transportados por Servicios Logísticos Ferroviarios, subsidiaria de la Administración de Ferrocarriles del Estado.